# Physalaemus deimaticus
Physalaemus deimaticus é uma espécie de anfíbio da família Leptodactylidae.
É endémica da Serra do Cipó, em Minas Gerais, Brasil.
Os seus habitats naturais são: matagal húmido tropical ou subtropical, campos de gramíneas de baixa altitude subtropicais ou tropicais sazonalmente húmidos ou inundados, rios, marismas de água doce, marismas intermitentes de água doce e áreas rochosas.
Está ameaçada por perda de habitat.